# EuroChem
EuroChem (ЕвроХим en russe) est un producteur mondial d'engrais de base et de spécialité. L'entreprise est l’un des trois plus grands fabricants d’engrais au monde et dispose de sa propre capacité dans les trois éléments nutritifs principaux - azote, phosphates et potasse,. L'entreprise est le quatrième producteur mondial d'engrais par ses revenus.
Son siège social est situé à Zoug, en Suisse. EuroChem possède des installations de fabrication, de logistique et de distribution en Russie, en Belgique, en Lituanie, au Brésil, en Chine, au Kazakhstan, en Estonie, en Allemagne et aux États-Unis. Selon son rapport annuel, en 2019, EuroChem a fabriqué plus de 100 produits, qui sont vendus dans plus de 100 pays. EuroChem compte plus de 27000 employés dans le monde,. Elle exerce des activités minières à  Kovdor (Oblast de Mourmansk), dans l’oblast de Mourmansk, en Russie, à Usolye, dans le kraï de Perm, en Russie, à Kotelnikovo, dans l’oblast de Volgograd, en Russie et dans la province de Zhambyl, au Kazakhstan.
Selon la société, elle est l'un des cinq principaux producteurs mondiaux d'azote, de phosphate, de potasse et d'engrais complexes. En 2020, EuroChem a réalisé un chiffre d'affaires de 6,2 milliards de dollars, dont 1,9 milliard de dollars d'azote, 2,4 milliards de dollars de phosphate et 0,6 milliard de dollars de potasse.
Elle se classe parmi les premiers producteurs d'engrais et parmi les dix premiers producteurs mondiaux, à la fois par sa capacité de production et sa rentabilité[réf. nécessaire].

## Activité
EuroChem produit des engrais azotés, phosphatés et potassiques, ainsi que des engrais complexes, du minerai de fer et d'autres produits industriels[réf. nécessaire].
La plupart de ses actifs de production sont situés en Russie, mais la société a déménagé son siège social à Zoug, en Suisse, en 2015 « pour être situé dans un pays neutre pour attirer les capitaux et les talents, et se développer à l'échelle mondiale »,. Elle exploite des installations de production en Russie et en Europe (Belgique, Lituanie) et emploie plus de 27 000 salariés dans le monde,.

## Actionnaires
EuroChem est détenu à 90 % par Andreï Melnichenko ; les 10 % restants sont détenus par EuroChem Group AG. Melnichenko contrôle également une participation de 92,2% dans la production de charbon russe SUEK.

## Histoire
Selon S&P Global (anciennement SNL Financial), lorsque EuroChem a été fondée il y a 20 ans, « l'entreprise n'était guère plus qu'une paire d'usines d'azote de l'ère soviétique et une mine de phosphate à bac à poussière face à la fermeture », mais elle a été rapidement transformée en plus grand producteur d'engrais de Russie et l'un des plus grands fabricants d'engrais de haute technologie du monde,.
L’une des principales entreprises d’EuroChem, Novomoskovsky Azot, est devenue la plus grande usine d’urée en Europe, où la production d’urée granulée a commencé pour la première fois en Russie. En plus des installations existantes, de nouvelles installations de fabrication modernes ont été construites à Nevinnomyssk (y compris la première usine de production de mélamine en Russie) et à Kovdor.[réf. nécessaire]
Eurochem a acheté son premier permis d'extraction de potasse en 2005, pour développer le gisement de Gremyachinskoe, situé près de la ville de Kotelnikovo, au sud-ouest de Volgograd. Il a suivi avec l'achat d'une autre zone de licence quelques années plus tard - le gisement Verkhnekamskoe près de Berezniki, le bastion de potasse de Russie, en 2008. Usolskiy Potash Project a produit 2,223 MT de potasse en 2020,,. Selon Clark Bailey, ancien directeur général de la division minière d'Eurochem, la philosophie de croissance de l'entreprise était "l'intégration verticale - du minerai d'origine au transport, en passant par celui qui l'utilise sur le terrain", ainsi que "aller en amont et être autosuffisant dans toutes les matières premières".
Au mois de novembre 2008, EuroChem a acheté 56,33 % du capital de la SORL kazakhe Sary-Tas, dans la région de Djamboul. L'usine de boulets de phosphorite avait fermé ses portes en 1993. EuroChem a annoncé son intention de rétablir l'activité par un investissement de 2 500 000 000 $. Andreï Melnichenko a négocié des tarifs gaziers préférentiels avec le Kazakhstan en contrepartie de la réactivation de l'usine.
Le 19 janvier 2012, EuroChem rachetait pour 403 millions de dollars Severneft-Ourengoï, société pétrolière et gazière bénéficiant d’une concession d'exploitation des puits d’hydrocarbures de Iamalie, au nord de l’Oural. Ce rachat s’inscrit dans la stratégie d’intégration verticale du groupe. À pleine capacité, Severneft-Ourengoï suffirait à fournir un quart des besoins annuels d’EuroChem : le gaz naturel est la matière première pour produire l’ammoniac, qui est la base des engrais azotés,.
Au Kazakhstan, la société a commencé en mai 2015 à extraire du phosphate naturel de sa mine Kok-Jon dans le sud-est du pays. Eurochem a racheté la participation du gouvernement kazakh dans Sary-Tas, une usine d'engrais de l'ère soviétique près de Karatau, dans le sud du pays. L'usine avait été mise en veille depuis les années 1990, mais Eurochem a modernisé les installations et construit de nouvelles usines pour produire des engrais bon marché destinés à être vendus en Chine, en Inde, en Asie centrale et en Russie. La société produit également du minerai de fer à partir de sa mine de Kovdorsky près de Mourmansk, qui est un "sous-produit", la majorité de la production étant achetée par les acheteurs chinois.
Selon Bloomberg, « l'acquisition d'une usine BASF SE à Anvers par EuroChem pour 830 millions d'euros (930 millions de dollars) a apporté de nouvelles technologies» pour l'entreprise. BASF a vendu ses activités d'engrais à Anvers, en Belgique, à EuroChem le 31 mars 2012. En juillet 2012, EuroChem a finalisé l'acquisition de K + S Nitrogen, une société commercialisant des engrais azotés en se concentrant sur les principaux clients de l'agriculture et des cultures spéciales telles que les fruits, les légumes et le raisin. »
En 2013, EuroChem a créé une coentreprise avec le producteur d'engrais chinois Migao afin d'accroître sa présence en Asie, produisant des engrais complexes sans nitrate de potassium et sans chlorure,,.
L'usine d'ammoniac d'EuroChem d'un milliard de dollars américains, EuroChem Northwest, à Kingisepp, en Russie, lancée en juin 2019, a une capacité de production de 1 million de tonnes (1 Mt) par an, garantissant la pleine autosuffisance d'EuroChem en ammoniac. La société a approuvé la construction d'EuroChem Northwest 2, une nouvelle usine d'ammoniac de 1,1 Mt et d'urée de 1,4 Mt, sur un site adjacent à Kingisepp, en Russie,.

## Lobbying auprès des institutions de l'Union européenne
EuroChem est inscrit depuis 2019 au registre de transparence des représentants d'intérêts auprès de la Commission européenne. Il déclare en 2020 pour cette activité dépenses d'un montant compris entre 200 000 et 300 000 €.

## Impact sur l'environnement

### Pollution chimique
En 2010 EuroChem avait entrepris la construction d'un terminal portuaire à Touapsé, dans le Caucase. Les associations locales de défense de l'environnement ont accusé EuroChem d'infraction aux lois fédérales car le chantier empiétait sur une zone résidentielle. Au mois de mars 2010, une pollution par produits chimiques a été signalée au terminal EuroChem de Touapsé alors qu'EuroChem chargeait un chimiquier d'engrais : les écologistes mirent sur ce compte la mort de quatre dauphins retrouvés à Sotchi. La dégradation de la qualité de l'air en ville se solda en mai 2010 par une pétition de 3 000 habitants contre le terminal EuroChem. EuroChem a décliné toute responsabilité quant à une prétendue détérioration de la qualité de l’air en ville. Malgré ces dénégations, le directeur exécutif d'EuroChem, Dimitri Sterjnev, a reconnu lors d'une conférence de presse qu'au cours des essais du terminal, sa compagnie avait passé outre aux autorisations administratives et pour cela avait dû acquitter une amende. Mais au mois de juin 2011, les remous de cette affaire parvinrent à Medvedev, nouveau président de la Confédération : il ordonna personnellement de différer la mise en service du terminal Eurochem de Touapsé.
Il s'ensuivit une série de procès avec les associations locales de défense de l'environnement. Finalement, le tribunal régional de Krasnodar, s'appuyant sur un avis d'expert de Rospotrebnadzor, décida en août 2011 que la construction était légale. La construction du terminal est à présent achevée et le port est opérationnel.

### Sinistres
Au mois de mai 2009, un entrepôt d'engrais minéral du terminal de Touapsé s'est partiellement effondré, tuant deux employés. Une enquête a été lancée par les autorités régionales.
Au mois de juillet 2012, deux incendies ont frappé l'usine d'engrais azotés de Nevinnomysski, dans la région de Stavropol. Selon les médias russes, les fumées toxiques n'ont pas fait de victime.

### Technologie
Selon Bloomberg en 2019, l'entreprise a fermé le recyclage de l'eau ou de la vapeur dans ses installations. Il utilise une technologie qui limite la libération de vapeur d'eau et permet à la chaleur des sous-produits de réchauffer ses engrais.
Selon l'entreprise, Eurochem produit des engrais spéciaux qui permettent une libération lente de nutriments dans les cultures, ce qui limite les impacts environnementaux négatifs. Ses engrais à efficacité améliorée (EEF) réduisent le lessivage de l'azote dans le sol, diminuent les gaz à effet de serre (GES) et les émissions dangereuses (protoxyde d'azote, ammoniac) dans l'air et l'eau lors de l'application.
Son engrais Entec 26 a été reconnu par une fondation d'échange de carbone en Suisse.
EuroChem a coopéré avec Coca-Cola et d'autres sociétés de boissons dans ses usines d'azote, captant le CO2 produit chaque année et le traitant à l'aide d'une technologie de purification de pointe pour fournir la production de boissons gazeuses,,.

### Mer Baltique
La Fondation John Nurminen d'Helsinki, un institut finnois spécialisé dans l'étude de la mer Baltique, collabore avec EuroChem pour le suivi et la maîtrise de la teneur en phosphore depuis 2012,.
À la suite de cette collaboration, EuroChem et la Fondation John Nurminen sont convenus de charger une organisation indépendante, la société Atkins, pour évaluer l'efficacité et la pérennité du système de traitement des effluents de surface  équipant l'usine de phosphorite depuis mars 2012. Ce système avait été construit pour retraiter les eaux de surface contaminées au phosphore, stagnant autour de l'usine.
L'usine d'ammoniac d'EuroChem d'un milliard de dollars américains, EuroChem Northwest, à Kingisepp, en Russie, a été officiellement lancée en juin 2019, a été construite sur une friche industrielle et dispose d'un système de recyclage de l'eau fermé pour empêcher le rejet d'eau dans la mer Baltique. Elle utilise 75% des eaux usées de l’usine de phosphate Phosphorit d’EuroChem située à proximité.
Selon des travaux de recherches finlandais, on savait qu'il y avait un apport annuel de 1 000 tonnes de phosphore dans la Louga. Il a été suggéré que cet apport pourrait venir des terrils de gypse de l'usine EuroChem voisine de Kinguissepp, bien qu'EuroChem l’ait démenti. Au mois d'avril 2012, les autorités russes ont interpellé l'expert finlandais Seppo Knuuttila, dépêché par HELCOM pour déterminer la teneur en phosphates des eaux de la Louga. Son ordinateur saisi par les douanes, il fut interrogé pendant 14 heures de suite,. Selon les conclusions de HELCOM, la phosphorite est vraisemblablement le principal responsable de la pollution. HELCOM accuse nommément EuroChem de ne pas maîtriser les effluents de son usine de phosphorite, accusation relayée dans la presse finnoise en janvier 2012. La coopération russo-finnoise pour la réduction des émissions de phosphore dans la mer Baltique se poursuit, ce qui confirme qu'il y a toujours un problème écologique.

## Litiges

### Procès contreShaft sinkers
Shaft sinkers (Pty) Ltd. est une compagnie sud-africaine spécialisée dans les forages miniers cotée à Londres, détenue à 48 % par le groupe International Mineral Resources (IMR), avec laquelle EuroChem avait passé un contrat pour le creusement de puits de potasse sur le site de potasse EuroChem-VolgaKaliy, à Gremyachinskoë dans l'Oblast de Volgograd. Peu de temps après le début des travaux sur le puits de la cage, des incidents sont survenus ; la technologie d'injection utilisée par Shaft Sinkers a échoué et le puits a souffert plus tard d'un afflux d'eau. Selon Clark Bailey d'EuroChem, l'échec et l'inondation du puits qui ont conduit au procès ont retardé l'achèvement du projet Volgakaliy de plus de deux ans. Devant l'incapacité de Shaft sinkers d'injecter les terrains pour stabiliser le front de taille, EuroChem a annuleé le contrat au mois d’octobre 2012, et déposé un recours contre son prestataire, réclamant 800 000 000 US$ de dédommagement pour les frais directs et les pertes de profit considérables causées par le retard d'exploitation. Au mois d’octobre 2012, Shaft Sinkers présentait une lettre de réclamation de 45 000 000 $ à EuroChem en dédommagement des frais engagés jusqu'au 30 septembre 2012 pour achever les travaux. EuroChem a annulé l'avance de 495 387 000 roubles accordée à Shaft Sinkers pour les neuf premiers mois puis, compte tenu de l'échec des travaux d’injection, et réinvesti les 3 116 000 000 roubles engagés dans ce marché.
En 2015, EuroChem-VolgaKaliy a gagné devant la Cour d'arbitrage suisse, qui a accordé à EuroChem-VolgaKaliy environ 140 millions de dollars de dommages et intérêts. En 2016, EuroChem a réglé une plainte d'un milliard de dollars américains contre Shaft Sinkers pour la défaillance d'un puits de potasse. Shaft Sinkers a par la suite été déclarée insolvable et sa cotation à la Bourse de Londres a été retirée.

### Rachat des puits de Severneft-Ourengoï
Le 19 janvier 2012, EuroChem a acquis pour 403 millions de $ Severneft-Ourengoï, un exploitant gazier et pétrolier concessionnaire des puits de gaz de Iamalie.
Au mois de mars 2013, Reverta AS déposa un recours contre les LLC NK Severneft et Severneft-Ourengoï, par lequel elle contestait la légalité des transactions de fusion-acquisition passées entre ces deux sociétés en 2011, juste avant leur rachat par le groupe EuroChem. Au cours de l'instruction, le tribunal avait suspendu le droit de Severneft-Ourengoï à exploiter certains de ses actifs. EuroChem a contesté cette décision et la cour d'appel a annulé cette procédure en juin 2013. Selon EuroChem, ce procès n'aurait pas eu de conséquence sur les activités du groupe.

### Abus de position dominante
L'usine AZOT-Nevinnomyssk d'EuroChem a été mise à l'amende par l'Autorité fédérale anti-monopole en 2007 pour abus de position dominante en matière de distribution d'électricité à Nevinnomyssk.

### Sanctions
Le groupe Eurochem a déposé une offre de rachat ferme pour la division engrais du chimiste autrichien Borealis, qui détient trois usines en France. Eurochem a rompu les négociations après que son propriétaire Andrey Melnichenko, sixième fortune de Russie, ait été placé sur la liste des sanctions de l’Union européenne à la suite de l'invasion de l'Ukraine par la Russie en 2022.

## Principaux concurrents
- The Mosaic Company
- PotashCorp
- K+S
- CF Industries
- OCP Group
- Uralkali
- PhosAgro
- Yara International
- Israel Chemicals
- Agrium